# PasswordsPro
PasswordsPro — проприетарная программа, предназначенная для восстановления паролей по их хешам.

## Описание программы
- 7 видов атак для восстановления паролей к хэшам
- Восстановление паролей длиной до 127 символов
- Восстановление паролей к неполным хэшам всех видов
- Восстановление паролей в кодировке Unicode
- Поддержка модулей хеширования сторонних разработчиков
- Поддержка плагинов
- Редактирование хэшей пользователей и другой информации

## Виды атак
PasswordsPro поддерживает несколько видов атак: атака полным перебором, атака по маске, простая атака по словарям, комбинированная атака по словарям, атака по Rainbow-таблицам.

## Виды поддерживаемых хэшей
Программа предназначена для восстановления паролей к хэшам следующих типов:
- MySQL
- MySQL5
- DES(Unix)
- DES(Oracle)
- MD2
- MD2(HMAC)
- MD4
- MD4(HMAC)
- MD4(Base64)
- MD5
- MD5(APR)
- MD5(Unix)
- MD5(HMAC)
- MD5(Base64)
- MD5(phpBB3)
- MD5(Wordpress)
- MD5(Cisco PIX)
- MD5_Middle
- MD5(HMAC(Wordpress))
- NTLM
- SHA-1
- SHA-1(HMAC)
- SHA-1(Base64)
- SHA-1(Django)
- SHA-224
- SHA-224(HMAC)
- SHA-256
- SHA-256(HMAC)
- SHA-256(Unix)
- SHA-256(Django)
- SHA-256(Base64)
- SHA-256(md5($pass))
- SHA-256(PasswordSafe)
- SHA-384
- SHA-384(HMAC)
- SHA-384(Django)
- SHA-512
- SHA-512(HMAC)
- SHA-512(Unix)
- SSHA-1
- HAS-160
- Haval-128
- Haval-128(HMAC)
- Haval-160
- Haval-160(HMAC)
- Haval-192
- Haval-192(HMAC)
- Haval-224
- Haval-224(HMAC)
- Haval-256
- Haval-256(HMAC)
- Tiger-128
- Tiger-128(HMAC)
- Tiger-160
- Tiger-160(HMAC)
- Tiger-192
- Tiger-192(HMAC)
- RipeMD-128
- RipeMD-128(HMAC)
- RipeMD-160
- RipeMD-160(HMAC)
- RipeMD-256
- RipeMD-256(HMAC)
- RipeMD-320
- RipeMD-320(HMAC)
- Snefru-128
- Snefru-128(HMAC)
- Snefru-256
- Snefru-256(HMAC)
- MSSQL(2000)
- MSSQL(2005)
- Skein-256(128)
- Skein-256(160)
- Skein-256(224)
- Skein-256
- Skein-512(128)
- Skein-512(160)
- Skein-512(224)
- Skein-512(256)
- Skein-512(384)
- Skein-512
- Skein-1024(384)
- Skein-1024(512)
- Skein-1024
- Ventrilo
- Whirlpool
- Whirlpool(HMAC)
- RAdmin v2.x
- Lineage II C4
- GOST R 34.11-94
- Blowfish(Eggdrop)
- Blowfish(OpenBSD)
- Domain Cached Credentials
- md5(md5($pass))
- md5(strtoupper(md5($pass)))
- md5(md5(md5($pass)))
- md5(md5(md5(md5($pass))))
- md5(md5(md5(md5(md5($pass)))))
- md5($pass.$salt)
- md5(sha1($pass))
- md5(sha1(md5(sha1($pass))))
- md5($salt.$pass)
- md5($salt.md5($pass))
- md5($salt.$pass.$salt)
- md5($salt.'-'.md5($pass))
- md5(md5($salt).$pass)
- md5(md5($salt).md5($pass))
- md5(md5($pass).$salt)
- md5(md5($pass).md5($salt))
- md5(md5($username.$pass).$salt)
- md5($salt.$pass.$username)
- md5($salt.md5($salt.$pass))
- md5($salt.md5($pass.$salt))
- md5($salt.md5($pass).$salt)
- md5($username.md5($pass).$salt)
- md5($username.'\0'.$pass), файл «md5($username.0.$pass).dll»
- md5($username.'\n'.$pass), файл «md5($username.LF.$pass).dll»
- sha1(md5($pass))
- sha1(sha1($pass))
- sha1(sha1($pass).$salt)
- sha1(sha1(sha1($pass)))
- sha1($pass.$salt)
- sha1($salt.$pass)
- sha1($salt.sha1($pass))
- sha1($salt.sha1($salt.sha1($pass)))
- sha1($username.$pass)
- sha1($username.$pass.$salt)
- sha1($username.':'.$pass), файл «MaNGOS2.dll»
- sha1(strtolower($username).$pass)
- sha1(strtoupper($username).':'.$pass), файл «MaNGOS.dll»
- Adler-32
- CRC-16
- CRC-16-CCITT
- CRC-32
- CRC-32B
- CRC-64
- ELF-32
- FCS-16
- FCS-32
- Fletcher-32
- FNV-32
- GHash-32-3
- GHash-32-5
- XOR-32